# Gynacantha membranalis
Gynacantha membranalis är en trollsländeart som beskrevs av Karsch 1891. Gynacantha membranalis ingår i släktet Gynacantha och familjen mosaiktrollsländor. Inga underarter finns listade i Catalogue of Life.